# Gene Cole
Gene Cole, Gerrard Eugene Cole (New Lexington, Ohio, 1928. december 18. – 2018. január 11.) olimpiai ezüstérmes amerikai futó.

## Pályafutása
Az 1952-es helsinki olimpián 4 × 400 m váltóban
Ollie Matsonnal, Charles Moore-ral és Mal Whitfielddel ezüstérmet szerzett.

## Sikerei, díjai
- Olimpiai játékok
  - ezüstérmes: 1952, Helsinki (4 × 400 m váltó)